# ريكاردو فيار
ريكاردو فيار (بالبرتغالية: Ricardo Villar‏) (11 أغسطس 1979 بساو باولو في البرازيل - ) هو لاعب كرة قدم برازيلي في مركز الوسط. لعب مع نادي دالاس ونادي ريد بل سالزبورغ ونادي كايزرسلاوترن وفيرجينيا بيتش مارينرز ونادي أونترهاخينغ ونادي أوستريا سالزبورغ وA.S. Rodos ‏ وVirginia Beach Piranhas ‏ وتشونام دراغونز وبيتسبورغ ريفرهوندز.

## روابط خارجية
- ريكاردو فيار على موقع دوري كوريا الجنوبية (الإنجليزية)
- ريكاردو فيار على موقع الدوري الأمريكي (الإنجليزية)
- ريكاردو فيار على موقع قاعدة بيانات كرة القدم.إي يو (الإنجليزية)
- ريكاردو فيار على موقع بيانات كرة القدم. دي إي (الألمانية)
- ريكاردو فيار على موقع عالم كرة القدم.نت (الإنجليزية)